# Roge (Portugal)
Pour les articles homonymes, voir Roge.
Roge ou Rôge est une paroisse civile portugaise (en portugais : freguesia) de la municipalité de Vale de Cambra dans le district d'Aveiro.

## Géographie
La paroisse comprend plusieurs villages et hameaux : Casal d'Arão, Carvalheda, Função, Fuste, Lugar de Paço de Mato, Rôge, Sandiães, Santa Cruz, Trebilhadouro et Vila Nova.

## Démographie
Lors du recensement de 2021, Roge compte 1 540 habitants.